# Huntington Castle
Huntington Castle är ett slott i Storbritannien.   Det ligger i grevskapet Herefordshire och riksdelen England, i den södra delen av landet, 220 km väster om huvudstaden London. Huntington Castle ligger 273 meter över havet.
Terrängen runt Huntington Castle är kuperad norrut, men söderut är den platt. Runt Huntington Castle är det ganska tätbefolkat, med 90 invånare per kvadratkilometer. Närmaste större samhälle är Knighton, 19,5 km norr om Huntington Castle. Trakten runt Huntington Castle består i huvudsak av gräsmarker.